# Sint-Jan de Doperkerk (Wateringen)
De Sint-Jan de Doperkerk is een rooms-katholieke kerk aan de Herenstraat in Wateringen.
De Hervormde Kerk in het centrum van Wateringen was oorspronkelijk ook aan Johannes de Doper gewijd, maar werd bij de reformatie in gebruik genomen door de protestanten. In de eeuwen die volgden maakten de katholieken gebruik van schuilkerken.
De huidige kerk werd in 1900-1901 gebouwd op de plaats van een schuurkerk uit 1807. De eerste steen werd gelegd op 17 juli 1900 en op 1 juni 1901 werd de kerk geconsacreerd. Architect Albert Margry ontwierp een grote driebeukige pseudobasilieke kruiskerk in neogotische stijl. De halfingebouwde toren aan de voorzijde heeft drie geledingen met een naaldspits en pinakels en is ongeveer 60 meter hoog. Binnen wordt het schip en het transept overdekt door een gepolychromeerd houten tongewelf. De zijbeuken worden overdekt door stenen kruisribgewelven. Margry ontwierp ook de naastgelegen pastorie.
Het neogotische hoofdaltaar werd gebouwd in het atelier van Pierre Cuypers. De kosten van fl. 5000,- werden door bouwpastoor P.M.H. Finkenflügel betaald. Hij ontwierp zelf ook de gebrandschilderde ramen, die door de Utrechtse firma van W. van de Wurf werden gemaakt. Het orgel werd in 1901 gebouwd door P. J. Adema. Hierbij werden de pijpen van het uit 1796 stammende orgel van Abraham Meere herbruikt. In de kerk staat verder nog een eikenhouten passiekruis uit 1900, waarin de Arma Christi, de passiewerktuigen van Christus zijn opgenomen.
Op 3 juli 1941 ontplofte een afgedwaalde Duitse vliegtuigbom in de buurt van de kerk, waarbij een aantal gebrandschilderde ramen werden verwoest. De restauratie werd pas in 1984 voltooid. Vanwege de liturgische vernieuwingen van het Tweede Vaticaans Concilie werden in de jaren 1960 de beide zijaltaren en de preekstoel uit de kerk verwijderd. Het hoofdaltaar werd daarbij verkleind.
De kerk is sinds 2019 in gebruik bij de toen gevormde Sint Elisabethparochie. Deze omvat de katholieken uit Wateringen en Wateringse Veld. Het kerkgebouw, de pastorie, het Heilig Hartbeeld en het hekwerk voor de kerk staan op de rijksmonumentenlijst.

## Bron
- Diverse auteurs, Kerken in Delflanden, Rijswijk 2004. pp.61-65.